# GF World Cup 2008
GF World Cup 2008 var den fjerde udgave af turneringen. Den blev afholdt i NRGi Arena i Århus og havde deltagelse af otte hold. De forsvarende mestre var Rusland, der vandt den foregående udgave af turneringen. Turneringen blev vundet af Norge, der vandt finalen med 30-18 over Danmark.

## Indledende runde

### Gruppe 1
| Gruppe 1 | Gruppe 1 | Gruppe 1 | Gruppe 1 |
| Dato     | Hold 1   | Hold 2   | Resultat |
| -------- | -------- | -------- | -------- |
| 14.10    | Ungarn   | Frankrig | 23-29    |
| 14.10    | Danmark  | Rusland  | 32-27    |
| 15.10    | Rusland  | Ungarn   | 29-24    |
| 15.10    | Danmark  | Frankrig | 31-21    |
| 16.10    | Rusland  | Frankrig | 25-26    |
| 16.10    | Danmark  | Ungarn   | 36-33    |

| Gruppe 1    | Gruppe 1 | Gruppe 1 | Gruppe 1 |
| Hold        | Kampe    | Mål      | Point    |
| ----------- | -------- | -------- | -------- |
| Danmark     | 3        | 99-81    | 6        |
| Frankrig    | 3        | 76-79    | 4        |
| Rusland (M) | 3        | 81-82    | 2        |
| Ungarn      | 3        | 80-94    | 0        |

### Gruppe 2
| Gruppe 2 | Gruppe 2 | Gruppe 2 | Gruppe 2 |
| Dato     | Hold 1   | Hold 2   | Resultat |
| -------- | -------- | -------- | -------- |
| 14.10    | Sverige  | Tyskland |          |
| 14.10    | Norge    | Rumænien | 30-23    |
| 15.10    | Sverige  | Rumænien | 29-24    |
| 15.10    | Norge    | Tyskland | 35-26    |
| 16.10    | Tyskland | Rumænien | 34-25    |
| 16.10    | Norge    | Sverige  |          |

| Gruppe 2 | Gruppe 2 | Gruppe 2 | Gruppe 2 |
| Hold     | Kampe    | Mål      | Point    |
| -------- | -------- | -------- | -------- |
| Norge    | 3        | 90-62    | 6        |
| Tyskland | 3        | 88-87    | 4        |
| Sverige  | 3        | 69-77    | 2        |
| Rumænien | 3        | 72-93    | 0        |

## Slutkampe
| Semifinaler | Semifinaler | Semifinaler | Semifinaler |
| Dato        | Hold 1      | Hold 2      | Resultat    |
| ----------- | ----------- | ----------- | ----------- |
| 18.10       | Norge       | Frankrig    | 24-21       |
| 18.10       | Danmark     | Tyskland    | 35-32       |

| Bronzekamp og finale | Bronzekamp og finale | Bronzekamp og finale | Bronzekamp og finale |
| Dato                 | Hold 1               | Hold 2               | Resultat             |
| -------------------- | -------------------- | -------------------- | -------------------- |
| 19.10                | Tyskland             | Frankrig             | 23-29                |
| 19.10                | Danmark              | Norge                | 18-30                |

## Slutplaceringer
| World Cup 2008 | World Cup 2008                        |
| -------------- | ------------------------------------- |
| Guld           | Norge                                 |
| Sølv           | Danmark                               |
| Bronze         | Frankrig                              |
| 4.             | Tyskland                              |
| 5.- 8.         | Rusland · Ungarn · Sverige · Rumænien |